# Новоселовский Лесоучасток
Новоселовский Лесоучасток — посёлок в Кудымкарском районе Пермского края. Входил в состав Степановского сельского поселения. Располагается у автодороги А153 южнее от города Кудымкара. Посёлок окружён лесами, рядом берёт начало река Олыч. В посёлке две улицы: Кузнецова и Лесная.

## Население
В начале 1980-х годов в посёлке проживало около 40 человек. По данным Всероссийской переписи населения 2010 года, в посёлке проживало 42 человека (22 мужчины и 20 женщин).